# Dub Housing
Az 1978-as Dub Housing a Pere Ubu második nagylemeze. Szerepel az 1001 lemez, amit hallanod kell, mielőtt meghalsz című könyvben.

## Az album dalai
|     | Cím                    | Szerző(k) | Hossz |
| --- | ---------------------- | --------- | ----- |
| 1.  | Navvy                  | Pere Ubu  | 2:40  |
| 2.  | On the Surface         | Pere Ubu  | 2:35  |
| 3.  | Dub Housing            | Pere Ubu  | 3:39  |
| 4.  | Caligari's Mirror      | Pere Ubu  | 3:49  |
| 5.  | Thriller!              | Pere Ubu  | 4:36  |
| 6.  | I Will Wait            | Pere Ubu  | 1:45  |
| 7.  | Drinking Wine Spodyody | Pere Ubu  | 2:44  |
| 8.  | Ubu Dance Party        | Pere Ubu  | 4:46  |
| 9.  | Blow Daddy-O           | Pere Ubu  | 3:38  |
| 10. | Codex                  | Pere Ubu  | 4:55  |

## Közreműködők
- David Thomas – ének, orgona
- Tom Herman – gitár, basszusgitár, orgona
- Tony Maimone – basszusgitár, gitár, zongora
- Allen Ravenstine – EML szintetizátor, szaxofon
- Scott Krauss – dob

## Fordítás
Ez a szócikk részben vagy egészben a Dub Housing című angol Wikipédia-szócikk ezen változatának fordításán alapul.  Az eredeti cikk szerkesztőit annak laptörténete sorolja fel. Ez a jelzés csupán a megfogalmazás eredetét és a szerzői jogokat jelzi, nem szolgál a cikkben szereplő információk forrásmegjelöléseként.